# Теректинський сільський округ (Алакольський район)
Теректи́нський сільський округ (каз. Теректі ауылдық округі, рос. Теректинский сельский округ) — адміністративна одиниця у складі Алакольського району Жетисуської області Казахстану. Адміністративний центр — село Теректи.
Населення — 1854 особи (2021; 2192 у 2009, 2470 у 1999, 3038 у 1989).
Станом на 1989 рік існувала Осиновська сільська рада (села Осиновка, Талдибулак) колишнього Андрієвського району.

## Склад
До складу округу входять такі населені пункти:
| Населений пункт  | Населення, осіб (1989) | Населення, осіб (1999) | Населення, осіб (2009) | Населення, осіб (2021) |
| ---------------- | ---------------------- | ---------------------- | ---------------------- | ---------------------- |
| Талдибулак, село | 201                    | 88                     | 92                     | 70                     |
| Теректи, село    | 2837                   | 2382                   | 2100                   | 1784                   |